# Joseph Gérard
Joseph Gérard (12 de março de 1831 - 29 de maio de 1914) foi um padre católico romano francês e um membro professo dos Missionários Oblatos de Maria Imaculada; ele trabalhou nas missões entre o povo soto no Lesoto e na província de Estado Livre da África do Sul. Seus trabalhos na missão são agora atribuídos em grau parcial a um boom do catolicismo romano no Lesoto, onde ele era bem conhecido e considerado por seu extenso trabalho; ele estava trabalhando até um mês antes de sua própria morte, pouco antes da Primeira Guerra Mundial.
Sua beatificação foi celebrada no Lesoto em 15 de setembro de 1988.

## Vida
Joseph Gérard nasceu em Bouxières-aux-Chênes em 12 de março de 1831 como o mais velho de cinco filhos de Jean Gérard e Ursule Stofflet. Ele passou a infância em sua fazenda e teve uma educação religiosa. Fez a primeira comunhão em 2 de fevereiro de 1842 e recebeu a confirmação em 24 de março de 1844.
Recebeu sua educação religiosa dos Missionários Oblatos de Maria Imaculada e mais tarde ingressou na ordem em 9 de maio de 1851, quando iniciou o período do noviciado. Ele estudou no seminário menor de Pont-à-Mousson desde outubro de 1844 antes de se mudar para Nanci para seus estudos teológicos. Ele esteve lá de outubro de 1849 até depois persegui-lo em Marselha a partir de meados de 1852; ele então os completou enquanto estava na África do Sul. Ele não era um acadêmico talentoso, mas antes era rápido e adepto do aprendizado de línguas que o ajudariam a aprender as línguas zulu e sesoto que ele usava em seu trabalho ativo nas missões. Gérard mudou-se para a África do Sul em 1853 e nunca mais voltou para sua França natal. Ele fez seus votos perpétuos em 10 de maio de 1852.
O fundador da ordem, Eugène de Mazenod, elevou-o ao diaconato e, em 3 de abril de 1853, designou-o para Natal, na África do Sul, em 1853; ele partiu não muito depois, em 10 de maio, após se despedir de sua família no dia anterior. Chegou a Natal em 21 de janeiro de 1854. Gérard foi ordenado ao sacerdócio em Pietermaritzburg em 19 de fevereiro de 1854, pelo Bispo Allard. Ele começou seu trabalho entre os zulus no vicariato de Natal, mas teve pouco progresso lá.
Em janeiro de 1862 ele se juntou ao Bispo Marie-Jean-François Allard para iniciar a primeira missão católica no Lesoto, uma vez que existia uma congregação protestante que o movimento francês fundou. Gérard se aproximou e recebeu permissão do rei bassoto Moshoeshoe I e assim ajudou a fundar a missão "Motse-oa-'M'a-Jesu" ("Aldeia da Mãe de Jesus") cerca de 32 quilômetros (20 mi) ao sul de Thaba Bosiu, na atual Roma. Moshoeshoe tinha Gérard em grande estima e respeito por permanecer na nação durante a Guerra do Estado Livre-Bassoto e foi dito que foi encorajado por Gérard que o chefe procurou a intervenção britânica no final do conflito. Moshoeshoe também permitiu que as autoridades cristãs consagrassem Lesoto à Bem-Aventurada Virgem Maria em 15 de agosto de 1865. Mas o trabalho de Gérard ainda avançava a um ritmo lento: no final de 1879, havia 700 católicos na nação.
Em 1875, ele fundou a missão de Santa Mônica no distrito de Leribe, no norte do Lesoto. De lá, atendeu aos sotos do Lesoto e também a todos os que viviam no vizinho Estado Livre de Orange. Ele voltou para a congregação de Roma em 1898, onde continuou seu trabalho pelo resto da vida.
Ele morreu em meados de 1914 após sofrer de problemas de saúde por pelo menos um mês antes de sua morte.

## Beatificação
O processo de beatificação começou sob o Papa Pio XII em 1 de março de 1955 e ele foi intitulado Servo de Deus, enquanto a confirmação de sua vida de virtude heróica permitiu ao Papa Paulo VI nomeá-lo Venerável em 13 de novembro de 1976. O milagre necessário para sua beatificação foi investigado e mais tarde recebeu a validação da Congregação para as Causas dos Santos em 14 de março de 1986; um conselho médico aprovou em 3 de dezembro de 1986, assim como teólogos em 13 de março de 1987 e os membros da CCS em 19 de maio de 1987. O Papa João Paulo II aprovou este milagre em 1 de junho de 1987 e beatificou o falecido sacerdote durante sua visita ao Lesoto em 15 de setembro de 1988.
O postulador atual para esta causa é o padre Thomas Klosterkamp OMI.